# Austrasphaera berentsae
Austrasphaera berentsae är en kräftdjursart som beskrevs av Bruce 2003B. Austrasphaera berentsae ingår i släktet Austrasphaera och familjen klotkräftor. Inga underarter finns listade i Catalogue of Life.